# Rivière Ignace
Rivière Ignace är ett vattendrag i Kanada.   Det ligger i provinsen Québec, i den sydöstra delen av landet, 140 km norr om huvudstaden Ottawa. Rivière Ignace ligger vid sjön Lac Désert.
I omgivningarna runt Rivière Ignace växer i huvudsak blandskog. Trakten runt Rivière Ignace är nära nog obefolkad, med mindre än två invånare per kvadratkilometer.